# بوب سوان
بوب سوان (بالإنجليزية: Bob Swan)‏ (الاسم الكامل: روبرت بوب هولمز سوان، ولد عام 1960 في سيراكيوز، نيويورك) هو مدير تنفيذي أمريكي، يشغل حاليًا منصب المدير التنفيذي لشركة الإلكترونيات متعددة الجنسيات إنتل منذ يناير 2019. التحق بالشركة كمدير مالي في أكتوبر 2016. وسابقًا شغل منصب المدير المالي في كلٍ من إيباي، إلكترونك داتا سيستمز ‏، شركة تي آر دبليو.

## حياته
ولد روبرت هولمز سوان في سيراكيوز، نيويورك. تخرج من مدرسة كوركوران الثانوية في سيراكيوز في 1978. وفي عام 1983 حصل على بكالوريوس في إدارة الأعمال من جامعة بافالو، وبعد عامين على ماجستير إدارة الأعمال من جامعة بينغامتون.

## مسيرته العملية

### البدايات
بعد إنهاء دراسته، التحق سوان بجنرال الكتريك، وعمل في الشؤون المالية على مدار خمس عشر سنة.
في عام 1999 التحق بشركة ويبفان التي كانت تقدم خدمة إلكترونية لبيع الخضروات في الولايات المتحدة، والتحق بها كنائب لرئيس القسم المالي. وخلال العامين التاليين عمل كمدير عام لعمليات الشركة والشؤون المالية. ثم تم تعيينه كمدير تنفيذي لأربع أشهر بعد استقالة جورج شاهين. بعد ذلك التحق بشركة تي آر دابليو كمدير مالي في يوليو 2001. ثم أصبح المدير المالي لمجموعة الصناعات الجوية والعسكرية نورثروب غرومان. منذ 2003 وحتى 2006 كان المدير المالي لشرك إتش بي إنتربريز سيرفسز.

### إيباي
عُين كمدير مالي لإيباي في مارس 2006 وظل معهم حتى يوليو 2015.

### إنتل
في سبتمبر 2016، تم تعيين سوان في مركز المدير المالي لشركة إنتل، خلفًا لستاسي سميث. وبشكل رسمي عُيِّن في 10 أكتوبر 2016 كنائب رئيس تنفيذي والمدير المالي. وفي الحادي والعشرين من يونيو 2018 تم تعيينه كرئيس تنفيذي مؤقت للشركة بعد استقالة بريان كرزانيتش. وظلّ يدير الشركة حتى تم تعيينه بشكل دائم كرئيس تنفيذي في يناير 2019.
اختارته دورية سيليكون فالي للأعمال المدير المالي الأفضل لسنة 2013 في منطقة خليج سان فرانسيسكو.
في ديسمبر 2018، ظهرت تقارير تفيد بأن بوب سوان هو الشخص الوحيد من داخل إنتل الذي ظل يشتري أسهم الشركة منذ 2010، كما استمر أيضًا في شراء أسهم تويتر لسنوات.